# قشلاق علی‌اکبر آقابالا
قشلاق علی اکبراقابالا یک روستا در ایران است که در استان اردبیل واقع شده‌است.